# Coppa del Mondo di snowboard 2025
La Coppa del Mondo di snowboard 2025 è stata la trentunesima edizione della manifestazione organizzata dalla Federazione Internazionale Sci e Snowboard; ha avuto inizio il 1º settembre 2024 a Cardrona, in Nuova Zelanda, e si è conclusa il 6 aprile 2025 a Mont-Sainte-Anne, in Canada. A gennaio si sono tenuti ad Aspen, negli Stati Uniti, i Winter X Games XXIX, mentre a marzo si sono disputati in Engadina, in Svizzera, i Campionati mondiali di snowboard 2025; entrambi gli eventi non sono validi ai fini della Coppa del Mondo, che ha visto un'interruzione in loro corrispondenza. 
In seguito all'invasione russa dell'Ucraina del 2022, gli atleti russi e bielorussi sono stati esclusi dalle competizioni.
Sia in campo maschile che in campo femminile sono state assegnate due Coppe del Mondo generali: una Coppa del Mondo di parallelo (che ha compreso le discipline slalom parallelo e gigante parallelo) e una Coppa del Mondo generale di freestyle (che ha compreso halfpipe, big air e slopestyle). Furono inoltre assegnate dodici coppe di specialità, sei maschili e altrettante femminili, per ognuna disciplina (le cinque già citate e lo snowboard cross). Infine sono state stilate le classifiche per nazioni. 
In campo maschile l'italiano Maurizio Bormolini ha vinto la Coppa del Mondo generale di parallelo e quella di slalom gigante parallelo, mentre il giapponese Taiga Hasegawa si è aggiudicato la Coppa del Mondo generale di freestyle e quella di big air. Per quanto riguarda le altre coppe di specialità l'austriaco Arvid Auner ha vinto la Coppa del Mondo di slalom parallelo, il giapponese Ruka Hirano quella di halfpipe e i canadesi Éliot Grondin e Cameron Spalding si sono aggiudicati rispettivamente i trofei di snowboard cross e di slopestyle. L'austriaco Benjamin Karl era il detentore uscente della Coppa del Mondo di parallelo e l'australiano Valentino Guseli di quella di freestyle.
In campo femminile la giapponese Tsubaki Miki ha vinto la Coppa del Mondo generale di parallelo, quella di slalom gigante parallelo e quella di slalom parallelo, mentre la britannica Mia Brookes si è aggiudicata la Coppa del Mondo generale di freestyle e quella di big air. Per quanto riguarda le altre coppe di specialità la statunitense Maddie Mastro ha vinto quella di halfpipe, la neozelandese Zoi Sadowski-Synnott quella di slopestyle e la francese Léa Casta quella di snowboard cross. La tedesca Ramona Theresia Hofmeister era la detentrice uscente della Coppa di parallelo e la giapponese Kokomo Murase di quella di freestyle.

## Uomini

### Risultati
| Data              | Località          | Nazione       | Spec. | Primo              | Secondo             | Terzo               |
| ----------------- | ----------------- | ------------- | ----- | ------------------ | ------------------- | ------------------- |
| 1º settembre 2024 | Cardrona          | Nuova Zelanda | SS    | Cameron Spalding   | Mons Røisland       | Rocco Jamieson      |
| 19 ottobre 2024   | Coira             | Svizzera      | BA    | Taiga Hasegawa     | Rocco Jamieson      | Romain Allemand     |
| 30 novembre 2024  | Mylin             | Cina          | PGS   | Edwin Coratti      | Kim Sang-kyum       | Lee Sang-ho         |
| 1º dicembre 2024  | Mylin             | Cina          | PSL   | Maurizio Bormolini | Benjamin Karl       | Gabriel Messner     |
| 1º dicembre 2024  | Pechino           | Cina          | BA    | Hiroto Ogiwara     | Ian Matteoli        | Yang Wenlong        |
| 7 dicembre 2024   | Yanqing           | Cina          | PGS   | Tim Mastnak        | Maurizio Bormolini  | Mirko Felicetti     |
| 8 dicembre 2024   | Yanqing           | Cina          | PSL   | Daniele Bagozza    | Gabriel Messner     | Andreas Prommegger  |
| 8 dicembre 2024   | Secret Garden     | Cina          | HP    | Yūto Totsuka       | Scotty James        | Ryūsei Yamada       |
| 12 dicembre 2024  | Carezza al Lago   | Italia        | PGS   | Radoslav Jankov    | Tim Mastnak         | Benjamin Karl       |
| 14 dicembre 2024  | Cortina d'Ampezzo | Italia        | PGS   | Daniele Bagozza    | Aaron March         | Alexander Payer     |
| 14 dicembre 2024  | Cervinia          | Italia        | SBX   | Jakob Dusek        | Cameron Bolton      | Lorenzo Sommariva   |
| 20 dicembre 2024  | Copper Mountain   | Stati Uniti   | HP    | Ayumu Hirano       | Yūto Totsuka        | Ruka Hirano         |
| 21 dicembre 2024  | Davos             | Svizzera      | PSL   | Arvid Auner        | Dario Caviezel      | Fabian Obmann       |
| 5 gennaio 2025    | Klagenfurt        | Austria       | BA    | Taiga Hasegawa     | Ian Matteoli        | Øyvind Kirkhus      |
| 11 gennaio 2025   | Kreischberg       | Austria       | BA    | Yang Wenlong       | Taiga Hasegawa      | Kira Kimura         |
| 11 gennaio 2025   | Scuol             | Svizzera      | PGS   | Maurizio Bormolini | Dominik Burgstaller | Andreas Prommegger  |
| 14 gennaio 2025   | Bad Gastein       | Austria       | PSL   | Aaron March        | Andreas Prommegger  | Cody Winters        |
| 18 gennaio 2025   | Laax              | Svizzera      | HP    | Scotty James       | Ruka Hirano         | Ayumu Hirano        |
| 18 gennaio 2025   | Laax              | Svizzera      | SS    | Cameron Spalding   | Redmond Gerard      | Noah Vicktor        |
| 18 gennaio 2025   | Bansko            | Bulgaria      | PGS   | Andreas Prommegger | Benjamin Karl       | Gabriel Messner     |
| 19 gennaio 2025   | Bansko            | Bulgaria      | PGS   | Dario Caviezel     | Gabriel Messner     | Radoslav Jankov     |
| 24 gennaio 2025   | Dolní Morava      | Rep. Ceca     | SBX   | cancellata         | cancellata          | cancellata          |
| 25 gennaio 2025   | Rogla             | Slovenia      | PGS   | Maurizio Bormolini | Elias Huber         | Aaron March         |
| 1º febbraio 2025  | Beidahu           | Cina          | SBX   | Éliot Grondin      | Alessandro Hämmerle | Merlin Surget       |
| 2 febbraio 2025   | Beidahu           | Cina          | SBX   | Éliot Grondin      | Leon Ulbricht       | Loan Bozzolo        |
| 1º febbraio 2025  | Aspen             | Stati Uniti   | HP    | Ruka Hirano        | Ayumu Hirano        | Ryūsei Yamada       |
| 2 febbraio 2025   | Aspen             | Stati Uniti   | SS    | Francis Jobin      | Su Yiming           | Sean FitzSimons     |
| 6 febbraio 2025   | Aspen             | Stati Uniti   | BA    | Eli Bouchard       | Taiga Hasegawa      | Yuto Miyamura       |
| 15 febbraio 2025  | Cortina d'Ampezzo | Italia        | SBX   | Aïdan Chollet      | Kurt Hoshino        | Cody Winters        |
| 15 febbraio 2025  | Val Saint-Côme    | Canada        | PGS   | Žan Košir          | Benjamin Karl       | Radoslav Jankov     |
| 16 febbraio 2025  | Val Saint-Côme    | Canada        | PGS   | Elias Huber        | Roland Fischnaller  | Maurizio Bormolini  |
| 22 febbraio 2025  | Calgary           | Canada        | HP    | Ruka Hirano        | Yūto Totsuka        | Alessandro Barbieri |
| 22 febbraio 2025  | Calgary           | Canada        | SS    | Oliver Martin      | Redmond Gerard      | Marcus Kleveland    |
| 1º marzo 2025     | Erzurum           | Turchia       | SBX   | Leon Ulbricht      | Éliot Grondin       | Nick Baumgartner    |
| 1º marzo 2025     | Krynica-Zdrój     | Polonia       | PGS   | Roland Fischnaller | Lee Sang-ho         | Maurizio Bormolini  |
| 2 marzo 2025      | Krynica-Zdrój     | Polonia       | PGS   | Andreas Prommegger | Maurizio Bormolini  | Kim Sang-kyum       |
| 8 marzo 2025      | Gudauri           | Georgia       | SBX   | Jakob Dusek        | Adam Lambert        | Éliot Grondin       |
| 9 marzo 2025      | Gudauri           | Georgia       | SBX   | Julien Tomas       | Lukas Pachner       | Loan Bozzolo        |
| 14 marzo 2025     | Flachau           | Austria       | SS    | cancellata         | cancellata          | cancellata          |
| 15 marzo 2025     | Winterberg        | Germania      | PSL   | Matthäus Pink      | Arvid Auner         | Maurizio Bormolini  |
| 21 marzo 2025     | Montafon          | Austria       | SBX   | Loan Bozzolo       | Adam Lambert        | Aïdan Chollet       |
| 5 aprile 2025     | Mont-Sainte-Anne  | Canada        | SBX   | Jakob Dusek        | Éliot Grondin       | Nathan Pare         |
| 6 aprile 2025     | Mont-Sainte-Anne  | Canada        | SBX   | Éliot Grondin      | Aïdan Chollet       | Loan Bozzolo        |

Legenda: 

PGS = Slalom gigante parallelo 

PSL = Slalom parallelo 

SBX = Snowboard cross 

SS = Slopestyle 

HP = Halfpipe 

BA = Big air

### Classifiche

#### Generale parallelo
| Pos. | Nome               | Nazione  | Punti |
| ---- | ------------------ | -------- | ----- |
| 1    | Maurizio Bormolini | Italia   | 910   |
| 2    | Andreas Prommegger | Austria  | 731   |
| 3    | Daniele Bagozza    | Italia   | 594   |
| 4    | Gabriel Messner    | Italia   | 591   |
| 5    | Benjamin Karl      | Austria  | 565   |
| 6    | Radoslav Jankov    | Bulgaria | 543   |
| 7    | Tim Mastnak        | Slovenia | 573   |
| 8    | Arvid Auner        | Austria  | 531   |
| 9    | Elias Huber        | Germania | 516   |
| 10   | Aaron March        | Italia   | 505   |

#### Generale freestyle
| Pos. | Nome             | Nazione     | Punti |
| ---- | ---------------- | ----------- | ----- |
| 1    | Taiga Hasegawa   | Giappone    | 439   |
| 2    | Ruka Hirano      | Giappone    | 385   |
| 3    | Yūto Totsuka     | Giappone    | 360   |
| 4    | Ayumu Hirano     | Giappone    | 290   |
| 5    | Scotty James     | Australia   | 275   |
| 6    | Cameron Spalding | Canada      | 266   |
| 7    | Redmond Gerard   | Stati Uniti | 257   |
| 8    | Su Yiming        | Cina        | 241   |
| 9    | Øyvind Kirkhus   | Norvegia    | 230   |
| 10   | Ian Matteoli     | Italia      | 220   |

#### Slalom parallelo
| Pos. | Nome               | Nazione | Punti |
| ---- | ------------------ | ------- | ----- |
| 1    | Arvid Auner        | Austria | 299   |
| 2    | Gabriel Messner    | Italia  | 252   |
| 3    | Daniele Bagozza    | Italia  | 237   |
| 4    | Andreas Prommegger | Austria | 236   |
| 5    | Maurizio Bormolini | Italia  | 218   |

#### Gigante parallelo
| Pos. | Nome               | Nazione  | Punti |
| ---- | ------------------ | -------- | ----- |
| 1    | Maurizio Bormolini | Italia   | 692   |
| 2    | Andreas Prommegger | Austria  | 495   |
| 3    | Radoslav Jankov    | Bulgaria | 455   |
| 4    | Edwin Coratti      | Italia   | 416   |
| 5    | Elias Huber        | Germania | 412   |

#### Snowboard cross
| Pos. | Nome          | Nazione | Punti |
| ---- | ------------- | ------- | ----- |
| 1    | Éliot Grondin | Canada  | 684   |
| 2    | Loan Bozzolo  | Francia | 473   |
| 3    | Jakob Dusek   | Austria | 444   |
| 4    | Aïdan Chollet | Francia | 407   |
| 5    | Julien Tomas  | Francia | 322   |

#### Halfpipe
| Pos. | Nome          | Nazione   | Punti |
| ---- | ------------- | --------- | ----- |
| 1    | Ruka Hirano   | Giappone  | 340   |
| 2    | Yūto Totsuka  | Giappone  | 310   |
| 3    | Ayumu Hirano  | Giappone  | 290   |
| 4    | Scotty James  | Australia | 275   |
| 5    | Ryūsei Yamada | Giappone  | 175   |

#### Slopestyle
| Pos. | Nome             | Nazione     | Punti |
| ---- | ---------------- | ----------- | ----- |
| 1    | Cameron Spalding | Canada      | 230   |
| 2    | Redmond Gerard   | Stati Uniti | 192   |
| 3    | Su Yiming        | Cina        | 186   |
| 4    | Mons Røisland    | Norvegia    | 138   |
| 5    | Francis Jobin    | Canada      | 126   |

#### Big air
| Pos. | Nome           | Nazione  | Punti |
| ---- | -------------- | -------- | ----- |
| 1    | Taiga Hasegawa | Giappone | 360   |
| 2    | Ian Matteoli   | Italia   | 210   |
| 3    | Yang Wenlong   | Cina     | 204   |
| 4    | Øyvind Kirkhus | Norvegia | 181   |
| 5    | Hiroto Ogiwara | Giappone | 141   |

## Donne

### Risultati
| Data              | Località          | Nazione       | Spec. | Prima                           | Seconda                         | Terza                      |
| ----------------- | ----------------- | ------------- | ----- | ------------------------------- | ------------------------------- | -------------------------- |
| 1º settembre 2024 | Cardrona          | Nuova Zelanda | SS    | Kokomo Murase                   | Mia Brookes                     | Rebecca Flynn              |
| 19 ottobre 2024   | Coira             | Svizzera      | BA    | Mari Fukada                     | Reira Iwabuchi                  | Laurie Blouin              |
| 30 novembre 2024  | Mylin             | Cina          | PGS   | Ester Ledecká                   | Aleksandra Król                 | Tsubaki Miki               |
| 1º dicembre 2024  | Mylin             | Cina          | PSL   | Sabine Schöffmann               | Tsubaki Miki                    | Julie Zogg                 |
| 1º dicembre 2024  | Pechino           | Cina          | BA    | Mia Brookes                     | Mari Fukada                     | Anna Gasser                |
| 7 dicembre 2024   | Yanqing           | Cina          | PGS   | Lucia Dalmasso                  | Sabine Schöffmann               | Tsubaki Miki               |
| 8 dicembre 2024   | Yanqing           | Cina          | PSL   | Tsubaki Miki                    | Claudia Riegler                 | Julie Zogg                 |
| 8 dicembre 2024   | Secret Garden     | Cina          | HP    | Maddie Mastro                   | Cai Xuetong                     | Madeline Schaffrick        |
| 12 dicembre 2024  | Carezza al Lago   | Italia        | PGS   | Jasmin Coratti                  | Aleksandra Król                 | Tsubaki Miki               |
| 14 dicembre 2024  | Cortina d'Ampezzo | Italia        | PGS   | Sabine Schöffmann               | Aleksandra Król                 | Jasmin Coratti             |
| 14 dicembre 2024  | Cervinia          | Italia        | SBX   | Léa Casta                       | Josie Baff                      | Maja-Li Iafrate Danielsson |
| 20 dicembre 2024  | Copper Mountain   | Stati Uniti   | HP    | Sara Shimizu                    | Cai Xuetong                     | Mitsuki Ono                |
| 21 dicembre 2024  | Davos             | Svizzera      | PSL   | Tsubaki Miki                    | Michelle Dekker                 | Flurina Neva Bätschi       |
| 5 gennaio 2025    | Klagenfurt        | Austria       | BA    | Mia Brookes                     | Mari Fukada                     | Momo Suzuki                |
| 11 gennaio 2025   | Kreischberg       | Austria       | BA    | Anna Gasser                     | Reira Iwabuchi                  | Mia Brookes                |
| 11 gennaio 2025   | Scuol             | Svizzera      | PGS   | Aleksandra Król                 | Tsubaki Miki                    | Tomoka Takeuchi            |
| 14 gennaio 2025   | Bad Gastein       | Austria       | PSL   | Ramona Theresia Hofmeister      | Tsubaki Miki                    | Elisa Caffont              |
| 18 gennaio 2025   | Laax              | Svizzera      | HP    | Chloe Kim                       | Maddie Mastro                   | Choi Gaon                  |
| 18 gennaio 2025   | Laax              | Svizzera      | SS    | Mia Brookes                     | Zoi Sadowski-Synnott            | Kokomo Murase              |
| 18 gennaio 2025   | Bansko            | Bulgaria      | PGS   | Ramona Theresia Hofmeister      | Tsubaki Miki                    | Aleksandra Król            |
| 19 gennaio 2025   | Bansko            | Bulgaria      | PGS   | Ramona Theresia Hofmeister      | Tsubaki Miki                    | Michelle Dekker            |
| 24 gennaio 2025   | Dolní Morava      | Rep. Ceca     | SBX   | cancellata                      | cancellata                      | cancellata                 |
| 25 gennaio 2025   | Rogla             | Slovenia      | PGS   | Tsubaki Miki                    | Sabine Schöffmann               | Elisa Caffont              |
| 1º febbraio 2025  | Beidahu           | Cina          | SBX   | Charlotte Bankes                | Michela Moioli                  | Léa Casta                  |
| 2 febbraio 2025   | Beidahu           | Cina          | SBX   | Charlotte Bankes                | Josie Baff                      | Sina Siegenthaler          |
| 1º febbraio 2025  | Aspen             | Stati Uniti   | HP    | Chloe Kim                       | Choi Gaon                       | Sara Shimizu               |
| 2 febbraio 2025   | Aspen             | Stati Uniti   | SS    | Zoi Sadowski-Synnott            | Kokomo Murase                   | Mia Brookes                |
| 6 febbraio 2025   | Aspen             | Stati Uniti   | BA    | Zoi Sadowski-Synnott            | Kokomo Murase                   | Momo Suzuki                |
| 15 febbraio 2025  | Cortina d'Ampezzo | Italia        | SBX   | Charlotte Bankes                | Léa Casta                       | Manon Petit-Lenoir         |
| 15 febbraio 2025  | Val Saint-Côme    | Canada        | PGS   | Ramona Theresia Hofmeister      | Sabine Schöffmann               | Michelle Dekker            |
| 16 febbraio 2025  | Val Saint-Côme    | Canada        | PGS   | Ramona Theresia Hofmeister      | Julie Zogg                      | Tsubaki Miki               |
| 22 febbraio 2025  | Calgary           | Canada        | HP    | Sena Tomita                     | Maddie Mastro                   | Elizabeth Hosking          |
| 22 febbraio 2025  | Calgary           | Canada        | SS    | Mari Fukada                     | Annika Morgan                   | Mia Brookes                |
| 1º marzo 2025     | Erzurum           | Turchia       | SBX   | Charlotte Bankes                | Léa Casta                       | Josie Baff                 |
| 1º marzo 2025     | Krynica-Zdrój     | Polonia       | PGS   | Ramona Theresia Hofmeister      | Michelle Dekker                 | Julie Zogg                 |
| 2 marzo 2025      | Krynica-Zdrój     | Polonia       | PGS   | Tsubaki Miki                    | Malena Zamfirova                | Ramona Theresia Hofmeister |
| 8 marzo 2025      | Gudauri           | Georgia       | SBX   | Julia Pereira de Sousa-Mabileau | Léa Casta                       | Michela Moioli             |
| 9 marzo 2025      | Gudauri           | Georgia       | SBX   | Charlotte Bankes                | Julia Pereira de Sousa-Mabileau | Léa Casta                  |
| 14 marzo 2025     | Flachau           | Austria       | SS    | Zoi Sadowski-Synnott            | Annika Morgan                   | Mari Fukada                |
| 15 marzo 2025     | Winterberg        | Germania      | PSL   | Sabine Schöffmann               | Ramona Theresia Hofmeister      | Zuzana Maděrová            |
| 21 marzo 2025     | Montafon          | Austria       | SBX   | Léa Casta                       | Julia Pereira de Sousa-Mabileau | Charlotte Bankes           |
| 5 aprile 2025     | Mont-Sainte-Anne  | Canada        | SBX   | Léa Casta                       | Mia Clift                       | Sina Siegenthaler          |
| 6 aprile 2025     | Mont-Sainte-Anne  | Canada        | SBX   | Léa Casta                       | Sina Siegenthaler               | Mia Clift                  |

Legenda: 

PGS = Slalom gigante parallelo 

PSL = Slalom parallelo 

SBX = Snowboard cross 

SS = Slopestyle 

HP = Halfpipe 

BA = Big air

### Classifiche

#### Generale parallelo
| Pos. | Nome                       | Nazione     | Punti |
| ---- | -------------------------- | ----------- | ----- |
| 1    | Tsubaki Miki               | Giappone    | 1209  |
| 2    | Ramona Theresia Hofmeister | Germania    | 1034  |
| 3    | Sabine Schöffmann          | Austria     | 914   |
| 4    | Julie Zogg                 | Svizzera    | 693   |
| 5    | Michelle Dekker            | Paesi Bassi | 681   |
| 6    | Aleksandra Król            | Polonia     | 639   |
| 7    | Jasmin Coratti             | Italia      | 574   |
| 8    | Claudia Riegler            | Austria     | 505   |
| 9    | Elisa Caffont              | Italia      | 484   |
| 10   | Cheyenne Loch              | Germania    | 450   |

#### Generale freestyle
| Pos. | Nome                 | Nazione       | Punti |
| ---- | -------------------- | ------------- | ----- |
| 1    | Mia Brookes          | Regno Unito   | 500   |
| 2    | Mari Fukada          | Giappone      | 465   |
| 3    | Zoi Sadowski-Synnott | Nuova Zelanda | 436   |
| 4    | Kokomo Murase        | Giappone      | 420   |
| 5    | Maddie Mastro        | Stati Uniti   | 350   |
| 6    | Reira Iwabuchi       | Giappone      | 350   |
| 7    | Annika Morgan        | Germania      | 311   |
| 8    | Anna Gasser          | Austria       | 303   |
| 9    | Chloe Kim            | Stati Uniti   | 250   |
| 10   | Sara Shimizu         | Giappone      | 241   |

#### Slalom parallelo
| Pos. | Nome                       | Nazione     | Punti |
| ---- | -------------------------- | ----------- | ----- |
| 1    | Tsubaki Miki               | Giappone    | 405   |
| 2    | Sabine Schöffmann          | Austria     | 326   |
| 3    | Ramona Theresia Hofmeister | Germania    | 261   |
| 4    | Claudia Riegler            | Austria     | 229   |
| 5    | Michelle Dekker            | Paesi Bassi | 229   |

#### Gigante parallelo
| Pos. | Nome                       | Nazione  | Punti |
| ---- | -------------------------- | -------- | ----- |
| 1    | Tsubaki Miki               | Giappone | 804   |
| 2    | Ramona Theresia Hofmeister | Germania | 773   |
| 3    | Sabine Schöffmann          | Austria  | 588   |
| 4    | Aleksandra Król            | Polonia  | 561   |
| 5    | Julie Zogg                 | Svizzera | 486   |

#### Snowboard cross
| Pos. | Nome                            | Nazione     | Punti |
| ---- | ------------------------------- | ----------- | ----- |
| 1    | Léa Casta                       | Francia     | 805   |
| 2    | Charlotte Bankes                | Regno Unito | 622   |
| 3    | Julia Pereira de Sousa-Mabileau | Francia     | 474   |
| 4    | Josie Baff                      | Australia   | 458   |
| 5    | Sina Siegenthaler               | Svizzera    | 374   |

#### Halfpipe
| Pos. | Nome          | Nazione     | Punti |
| ---- | ------------- | ----------- | ----- |
| 1    | Maddie Mastro | Stati Uniti | 310   |
| 2    | Chloe Kim     | Stati Uniti | 250   |
| 3    | Sara Shimizu  | Giappone    | 241   |
| 4    | Cai Xuetong   | Cina        | 232   |
| 5    | Sena Tomita   | Giappone    | 198   |

#### Slopestyle
| Pos. | Nome                 | Nazione       | Punti |
| ---- | -------------------- | ------------- | ----- |
| 1    | Zoi Sadowski-Synnott | Nuova Zelanda | 312   |
| 2    | Mia Brookes          | Regno Unito   | 300   |
| 3    | Kokomo Murase        | Giappone      | 290   |
| 4    | Mari Fukada          | Giappone      | 241   |
| 5    | Annika Morgan        | Germania      | 234   |

#### Big air
| Pos. | Nome           | Nazione     | Punti |
| ---- | -------------- | ----------- | ----- |
| 1    | Mia Brookes    | Regno Unito | 305   |
| 2    | Mari Fukada    | Giappone    | 305   |
| 3    | Reira Iwabuchi | Giappone    | 255   |
| 4    | Anna Gasser    | Austria     | 208   |
| 5    | Kokomo Murase  | Giappone    | 194   |

## Misto

### Risultati
| Data            | Località     | Nazione   | Spec. | Primo                                                   | Secondo                                                 | Terzo                                         |
| --------------- | ------------ | --------- | ----- | ------------------------------------------------------- | ------------------------------------------------------- | --------------------------------------------- |
| 15 gennaio 2025 | Bad Gastein  | Austria   | PSL   | Austria 1 Andreas Prommegger Sabine Schöffmann          | Germania 1 Stefan Baumeister Ramona Theresia Hofmeister | Svizzera 1 Gian Casanova Flurina Neva Bätschi |
| 25 gennaio 2025 | Dolní Morava | Rep. Ceca | SBX   | cancellata                                              | cancellata                                              | cancellata                                    |
| 3 marzo 2025    | Erzurum      | Turchia   | SBX   | Australia 1 Cameron Bolton Josie Baff                   | Regno Unito 1 Huw Nightingale Charlotte Bankes          | Austria 1 Lukas Pachner Pia Zerkhold          |
| 16 marzo 2025   | Winterberg   | Germania  | PSL   | Germania 1 Elias Huber Ramona Theresia Hofmeister       | Germania 2 Stefan Baumeister Cheyenne Loch              | Italia 1 Maurizio Bormolini Elisa Caffont     |
| 22 marzo 2025   | Montafon     | Austria   | SBX   | Francia 2 Aïdan Chollet Julia Pereira de Sousa-Mabileau | Australia 1 Adam Lambert Josie Baff                     | Francia 1 Loan Bozzolo Léa Casta              |

Legenda: 

PSL = Slalom parallelo

SBX = Snowboard cross

## Coppa delle Nazioni
| Pos. | Nazione  | Punti |
| ---- | -------- | ----- |
| 1    | Austria  | 5452  |
| 2    | Giappone | 5190  |
| 3    | Italia   | 4876  |
| 4    | Germania | 4148  |
| 5    | Canada   | 3683  |